# Lorrez-le-Bocage-Préaux
Lorrez-le-Bocage-Préaux è un comune francese di 1 262 abitanti situato nel dipartimento di Senna e Marna nella regione dell'Île-de-France.

## Società

### Evoluzione demografica
Abitanti censiti

## Amministrazione

### Gemellaggi
- Himmelpforten, Germania